# Sphegina bispinosa
Sphegina bispinosa är en tvåvingeart som beskrevs av Enrico Adelelmo Brunetti 1915. Sphegina bispinosa ingår i släktet midjeblomflugor, och familjen blomflugor. Inga underarter finns listade i Catalogue of Life.